# Вольгельсайм
Вольгельса́йм (фр. Volgelsheim) — коммуна на северо-востоке Франции в регионе Гранд-Эст (бывший Эльзас — Шампань — Арденны — Лотарингия), департамент Верхний Рейн, округ Кольмар — Рибовилле, кантон Энсисем. До марта 2015 года коммуна административно входила в состав упразднённого кантона Нёф-Бризак (округ Кольмар).
Площадь коммуны — 8,64 км², население — 2301 человек (2006) с тенденцией к снижению: 2237 человек (2012), плотность населения — 258,9 чел/км².

## Население
Численность населения коммуны в 2011 году составляла 2368 человек, а в 2012 году — 2237 человек.
| 1962 | 1968 | 1975 | 1982 | 1990 | 1999 | 2006 | 2008 | 2011 | 2012 |
| ---- | ---- | ---- | ---- | ---- | ---- | ---- | ---- | ---- | ---- |
| 954  | 1181 | 1930 | 2570 | 2695 | 2382 | 2301 | 2467 | 2368 | 2237 |

Динамика населения:

## Экономика
В 2010 году из 1642 человек трудоспособного возраста (от 15 до 64 лет) 1191 были экономически активными, 451 — неактивными (показатель активности 72,5 %, в 1999 году — 74,6 %). Из 1191 активных трудоспособных жителей работали 1034 человека (579 мужчин и 455 женщин), 157 числились безработными (67 мужчин и 90 женщин). Среди 451 трудоспособных неактивных граждан 107 были учениками либо студентами, 147 — пенсионерами, а ещё 197 — были неактивны в силу других причин.
На протяжении 2011 года в коммуне числилось 1023 облагаемых налогом домохозяйства, в которых проживало 2357,5 человек. При этом медиана доходов составила 18832 евро на одного налогоплательщика.

## Достопримечательности (фотогалерея)

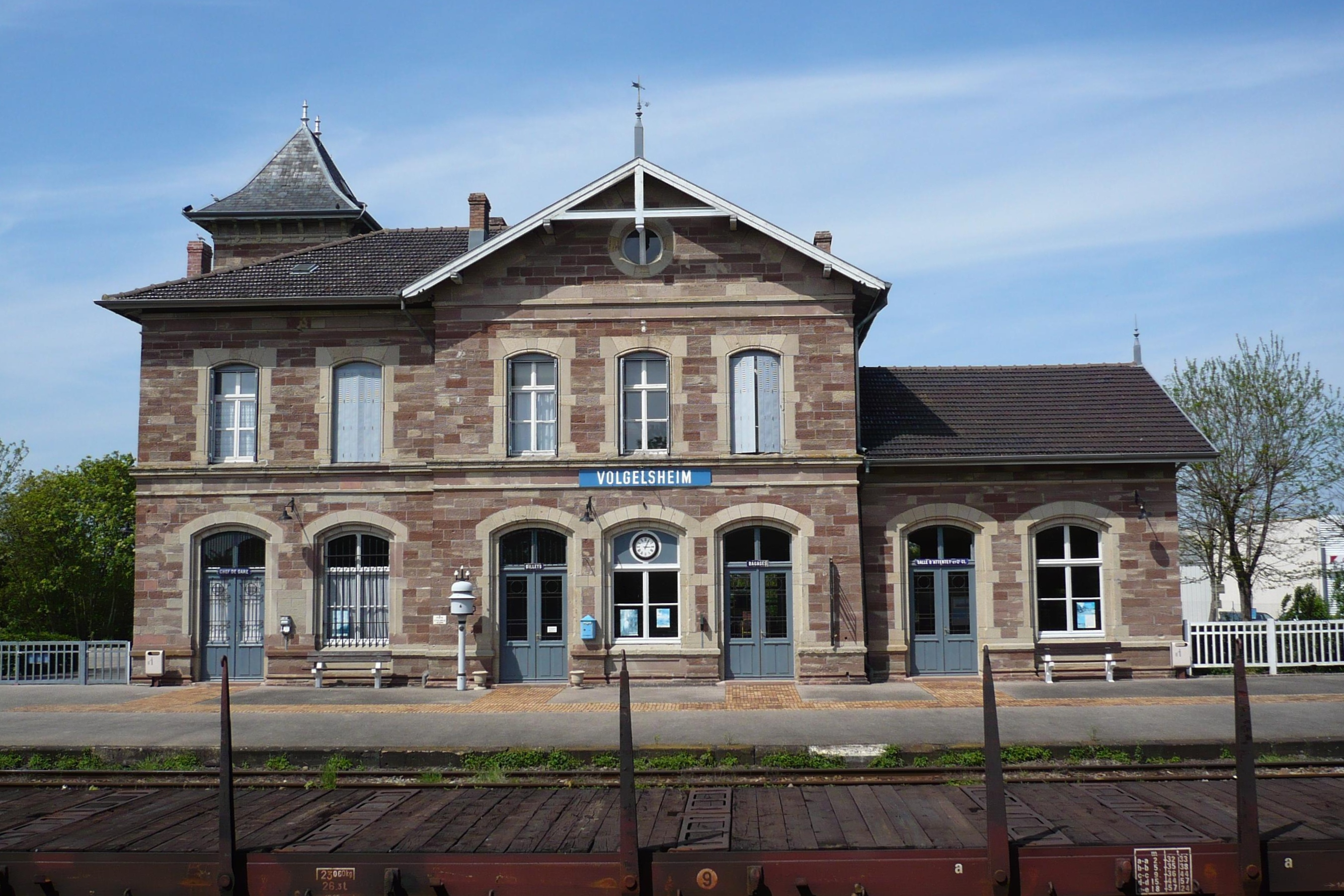
Вокзал
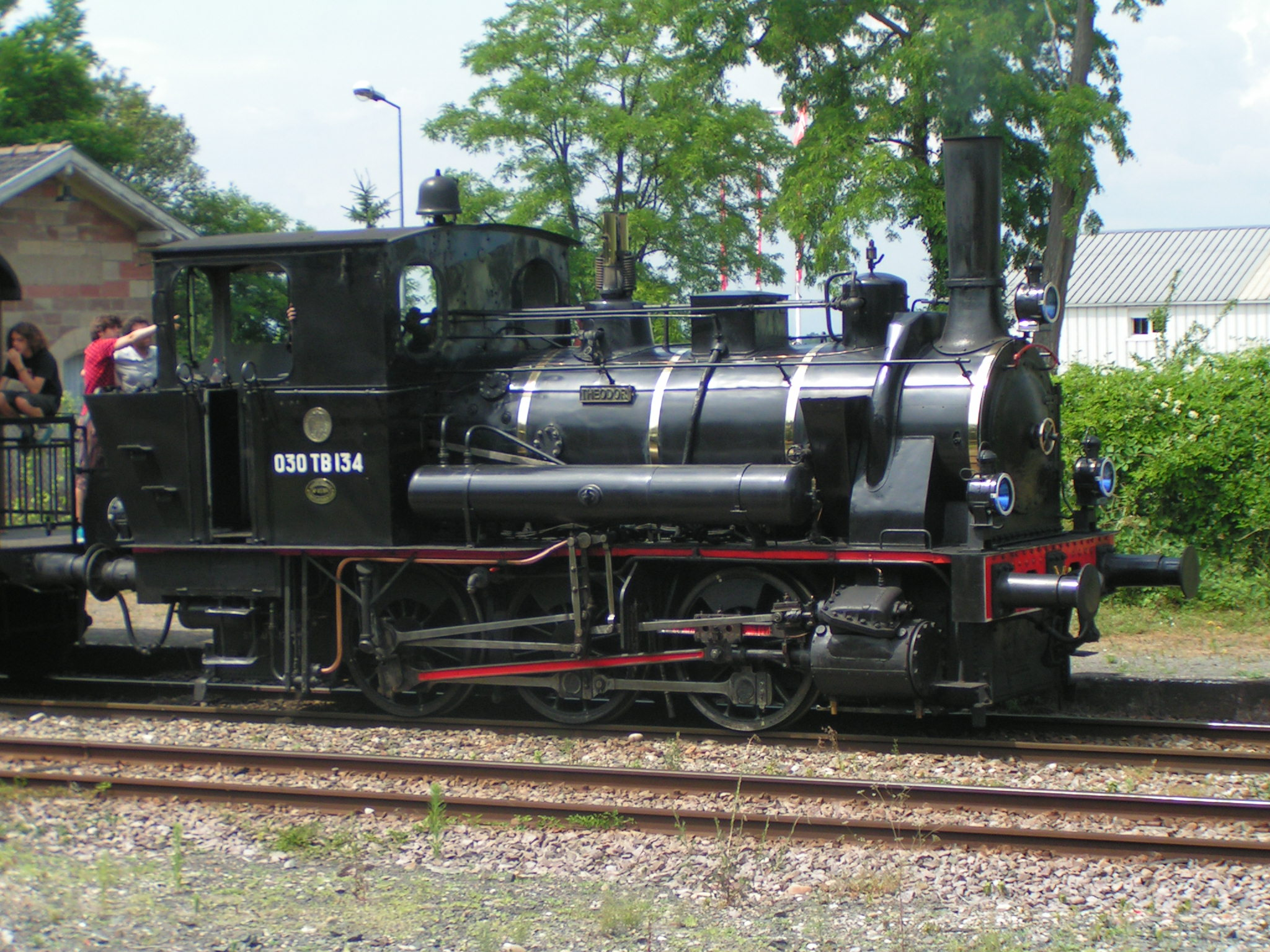
Старый локомотив
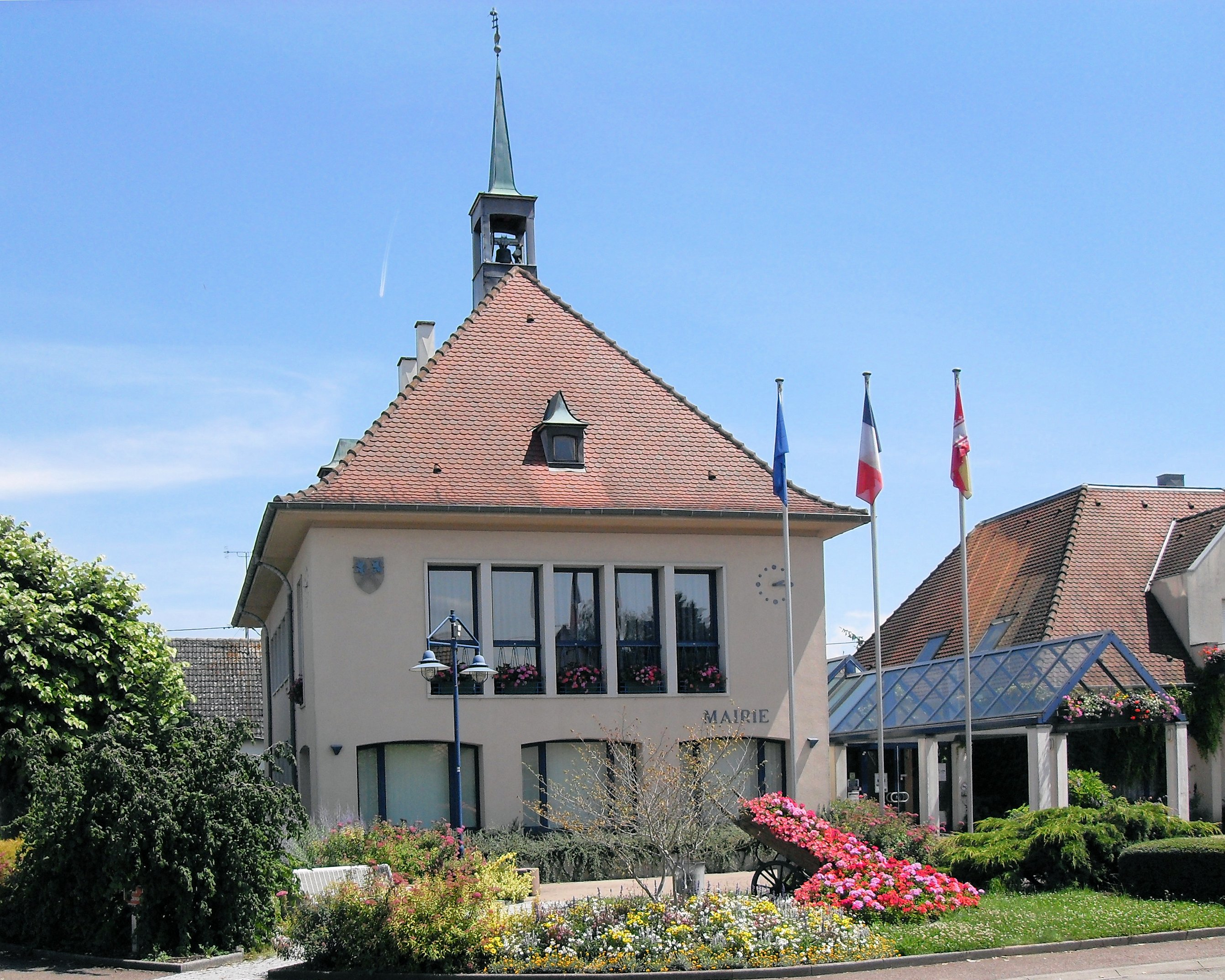
Здание мэрии